# Jurisdicción de Lara
Jurisdicción de Lara – gmina w Hiszpanii, w prowincji Burgos, w Kastylii i León, o powierzchni 25,05 km². W 2011 roku gmina liczyła 44 mieszkańców.